# Etrema labiosa
Etrema labiosa é uma espécie de gastrópode do gênero Etrema, pertencente à família Clathurellidae.